# Sisyropa curvipes
Sisyropa curvipes là một loài ruồi trong họ Tachinidae.